# Schumanniophyton
Schumanniophyton là một chi thực vật thuộc họ Rubiaceae. Chi này có các loài sau (tuy nhiên danh sách này có thể chưa đủ):
- Schumanniophyton problematicum, (A.Chev.) Aubrev.